# Along Came Youth
Along Came Youth is een Amerikaanse filmkomedie uit 1930 onder regie van Lloyd Corrigan en Norman Z. McLeod.

## Verhaal
De Amerikaanse atleet Larry Brooks leert in Londen Elinor Farrington kennen, een dochter van verarmde adel. Ze worden verliefd en Larry vindt een baan als kok in het landhuis van de rijke Zuid-Amerikaan Cortés. Hij komt erachter dat de familie van Elinor vlakbij woont. Wanneer hij hun onaangekondigd een bezoek brengt, denkt de moeder van Elinor dat Larry een oplichter is. Dan verlaat Cortés zijn landgoed voor een tijdje.

## Rolverdeling
| Acteur           | Personage         |
| ---------------- | ----------------- |
| Charles Rogers   | Larry Brooks      |
| Frances Dee      | Elinor Farrington |
| Stuart Erwin     | Ambrose           |
| William Austin   | Eustace           |
| Evelyn Hall      | Lady Prunella     |
| Leo White        | Señor Cortés      |
| Betty Boyd       | Sue Long          |
| Arthur Hoyt      | Adkins            |
| Sybil Grove      | Meid              |
| Herbert Sherwood | Portier           |
| Charles West     | Chauffeur         |